# Grand viaduc de Tianjin
Le grand viaduc de Tianjin est un viaduc ferroviaire qui relie les villes de Langfang et Qingxian, constituant une section de la ligne à grande vitesse Pékin-Shanghai.
Selon le livre Guinness des records 2011, il était reconnu comme étant le deuxième plus long pont au monde avec une longueur totale d'environ 113,7 km (70,6 mi). En décembre 2020, il est placé au 4e rang dans la liste. Les travaux de construction de ses 32 sections ont débuté en 2006. Le pont a été achevé en 2010 et inauguré le 30 juin 2011. Le tracé du pont comprend un tunnel de plus de 6 km de long qui relie deux îles artificielles.
Grand viaduc de Tianjin se trouve juste après le grand viaduc de Pékin, long de 48 300 mètres qui relie Pékin à Langfang.